# Ursula Brohl-Sowa
Ursula Brohl-Sowa (* November 1955 in Köln als Ursula Brohl) ist eine deutsche Juristin. Sie war von 2011 bis 2020 Polizeipräsidentin in Bonn.

## Leben
Ursula Brohl-Sowa wuchs in ihrem Geburtsort Köln auf und absolvierte dort ihre schulische Ausbildung. Anschließend studierte sie Rechtswissenschaften an der Universität zu Köln. Nach Abschluss ihres Studiums trat sie 1982 in den öffentlichen Dienst des Landes Nordrhein-Westfalen (NRW) ein und wurde anfangs als Verwaltungsjuristin bei der Landesregierung NRW in Düsseldorf tätig. Sie begann ihre berufliche Laufbahn beim Bau- und Verkehrsministerium und nahm ab 1989 als Ministerialbeamtin verschiedene Führungsfunktionen im Innenministerium wahr. Dabei war sie als Haushaltsbeauftragte zwischen 2000 und 2008 unter anderem auch für die Polizeifinanzen verantwortlich. Zuletzt führte sie im Innenministerium als stellvertretende Abteilungsleiterin das Referat für Landesorganisation und Verwaltungsmodernisierung.

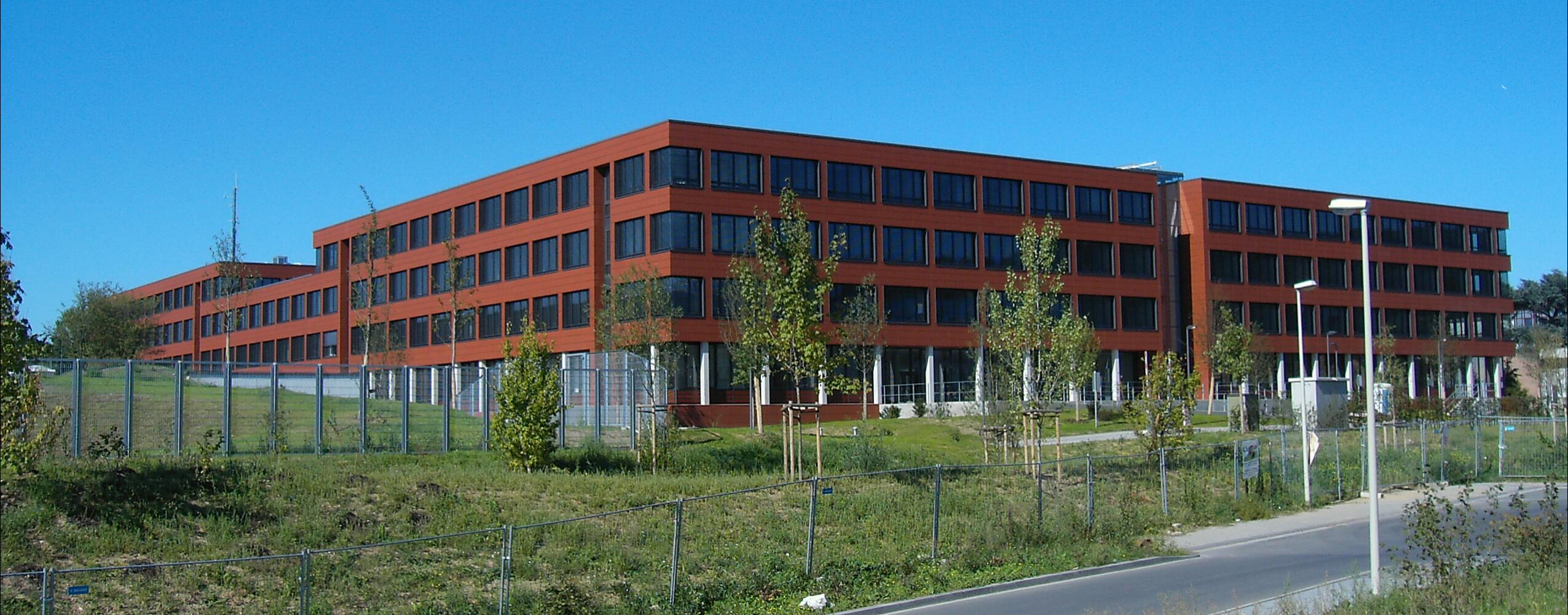
Polizeipräsidium Bonn im Ortsteil Ramersdorf in Bonn-Beuel, 2006

Im November 2011 wurde Brohl-Sowa von NRW-Innenminister Ralf Jäger (SPD) zur Polizeipräsidentin in Bonn ernannt. Brohl-Sowa wurde Nachfolgerin von Wolfgang Albers, der bereits im Oktober 2011 in das Amt des Kölner Polizeipräsidenten gewechselt hatte. Als Leiterin des Polizeipräsidiums Bonn war sie für die kreisfreie Stadt Bonn sowie für die Städte und Gemeinden Bornheim, Rheinbach, Meckenheim, Königswinter, Bad Honnef, Swisttal, Alfter und Wachtberg aus dem Rhein-Sieg-Kreis zuständig. In ihrem Zuständigkeitsbereich waren 1.300 Beamte für die Sicherheit von etwa 540.000 Menschen tätig.
Brohl-Sowa ist parteilos. Sie lebt in Köln, ist verheiratet und hat zwei erwachsene Kinder.

## Veröffentlichungen
- Ursula Brohl-Sowa, Klaus Endrigkeit, Jürgen Hambuch u. a.: Wilhelm Kolks (Hrsg.) Förderung und Finanzierung (= Band 2 des mehrteiligen Werks Verkehrswesen in der kommunalen Praxis). Erich Schmidt, Berlin 1998, ISBN 3-503-03973-2.